# Kvernhuselva

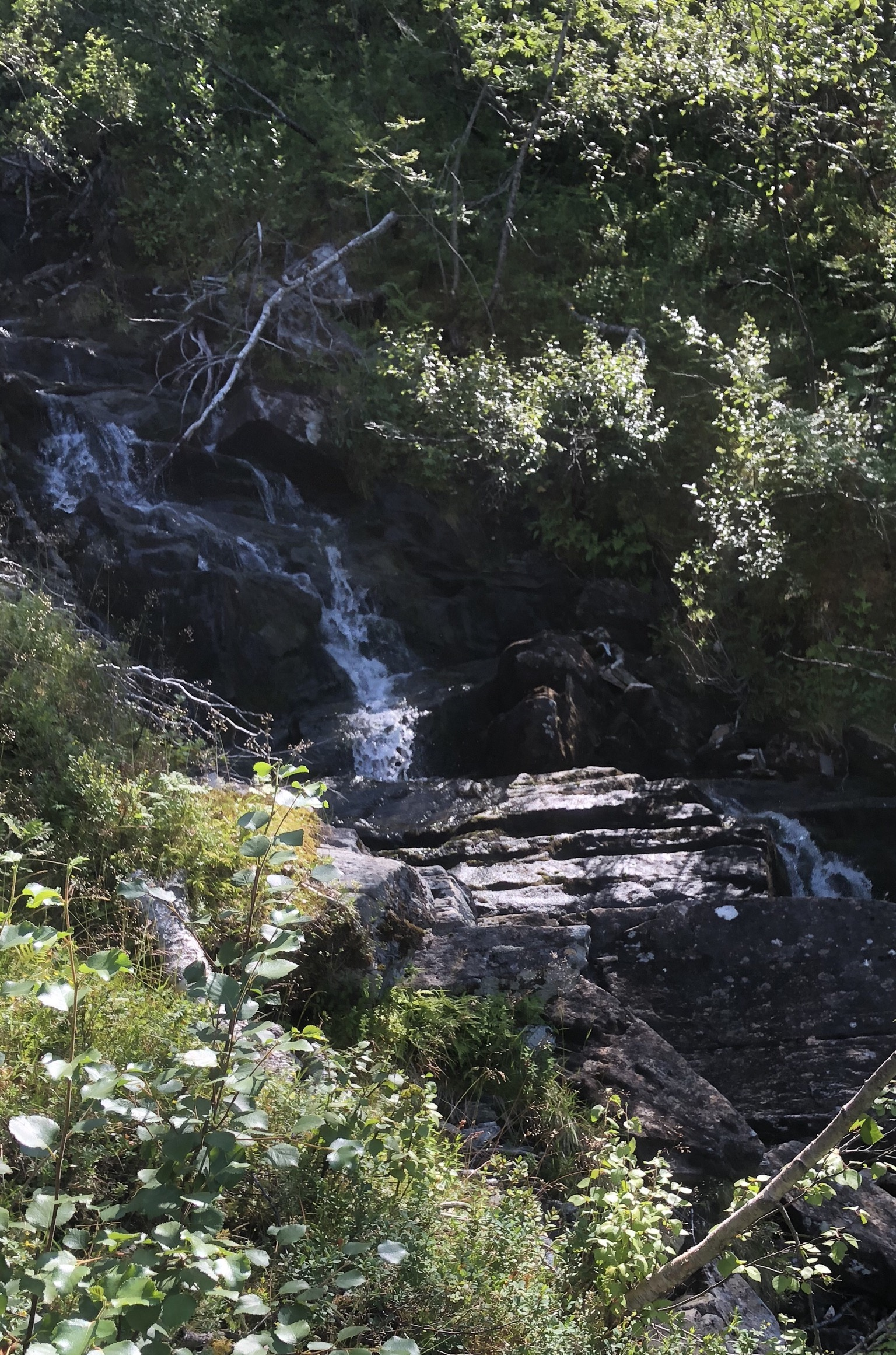
Kvernhuselva, 2019

Kvernhuselva ist ein Bach in der Gemeinde Stad in der norwegischen Provinz Vestland.
Der Bach entspringt als Abfluss des Sees Osvatnet in einer Höhe von 422 Metern bei Ossætra. Über eine Länge von etwa 850 Metern fließt der Kvernhuselva in nördliche Richtung sehr steil hinab, bis er in den Eidsfjord mündet. Im unteren Abschnitt wird er von einem Forstweg, kurz vor seiner Mündung vom Torheimsvegen überbrückt. In Teilen wird der Bach von einem steilen Wanderweg begleitet.